# Upplands runinskrifter 357
Upplands runinskrifter 357 är en vikingatida runsten av granit vid Skepptuna kyrka, Skepptuna socken och Sigtuna kommun. Runstenen är 2,27 meter hög och 0,97 meter bred. Runhöjden är 6-7 centimeter.
Stenen är rest av tre bröder och deras mor till minne av Holma, deras fader och make. Inskriftens pluralform, "stenar", betyder att det rests åtminstone ytterligare en sten på platsen till minne av Holma. Inskriften är inte signerad men är sannolikt ristad av Åsmund Kåresson.

## Inskriften
Translitterering av runraden:
÷ uarhas ' uk arn-il ' uk ontuitr ' uk hruþailfr ' muþur þiʀa ' þaʀ þriʀ bruþr ' litu ' rita ' staino þisa aftiʀ hulma faþur sin
Normalisering till runsvenska:
Vargas(?)/Varghôss(?) ok Arn[k]ell ok Andvettr ok Hroðælfʀ, moðiʀ/moður þæiʀa, þæiʀ þriʀ brøðr letu retta stæina þessa æftiʀ Holma, faður sinn.
Översättning till nusvenska:
Vargas och Arnkel och Andvätt och Rodälv, deras moder, de tre bröderna läto uppresa dessa stenar efter Holme, sin fader.